# سیدر کریک (نبراسکا)
سیدر کریک(به انگلیسی: Cedar Creek) شهری در ایالت نبراسکا کشور ایالات متحده آمریکا است که جمعیت آن در سرشماری سال ۲۰۱۰ میلادی، ۳۹۰ نفر بوده‌است.